# Az Országház fantomja
Az Országház fantomja egy 2002-es Dopeman-album.

## Számok
1. Az Országház fantomja
2. Megbaszlak
3. Ki kopog?
4. Menekülő ember
5. Ki ha én nem
6. A legnagyobb rapper
7. 15 perc hírnév
8. Nincsen köztünk csicska
9. Lopni
10. 8ker cigány, 8ker gádzsó
11. Szeretlek is, meg nem is
12. Nem baj
13. Megölöm a mikrofont
14. Outro (A mi ügyünk)